# Хапоэль Катамон
Хапоэль Катамон Иерусалим (ивр. הפועל קטמון ירושלים‎) — бывший Иерусалимский футбольный клуб.
Прозвища: красные дьяволы, красно-черные.
Клуб был задуман и основан в 2007 году фанатами «Хапоэль Иерусалим», недовольными руководством команды. Клуб в настоящее время играет в лиге Леумит (второй дивизион) и базируется на стадионе Тедди. На момент своего основания Хапоэль Катамон стал первым футбольным клубом, принадлежащим фанатам в Израиле.

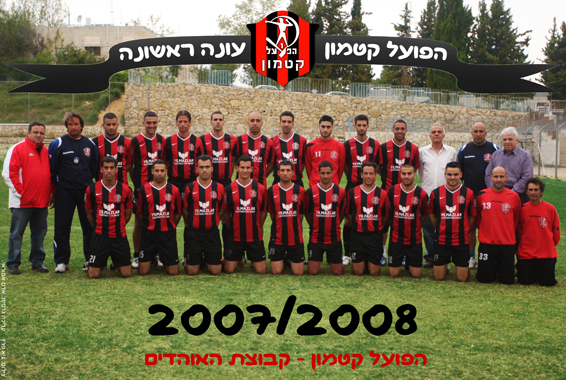
Первый состав: 2007-08

## Титулы

### Лига
| Титул             | # | Годы             |
| ----------------- | - | ---------------- |
| Третий уровень    | 2 | 2012-13, 2014-15 |
| Четвертый уровень | 1 | 2010-11          |
| Пятый уровень     | 1 | 2009-10          |

### Кубок Тото
| Титул             | Но. | Годы    |
| ----------------- | --- | ------- |
| Тото Кубок Леумит | 1   | 2018-19 |